# 김하준 (뮤지컬 배우)
김하준(1990년 3월 18일 ~ )은 대한민국의 뮤지컬 배우다. 2015년 뮤지컬 '파리넬리'로 데뷔했다.

## 방송
- 더블 캐스팅 (2020) - Top71
- 싱포골드 (2022) - Top12

## 공연
- 왓 이프 (2023)